# Claudia Jordan
Claudia Jordan est une actrice américaine née le 12 avril 1973 à Providence, Rhode Island (États-Unis).

## Biographie

### Enfance
Claudia Jordan, née le 12 avril 1973 d'un père Afro-American et d'une mère italienne. Elle parle couramment l'italien et était une athlète de haut niveau durant ses années de lycée.

### Carrière
Claudia Jordan a été élue Miss Rhode Island en 1997 et a terminé dans les 10 finalistes de Miss États-Unis 1997.

## Filmographie
- 1998 : Backstreet Boys: All Access Video (vidéo) : Girl in video "Quit Playing Games with my Heart"
- 1999 : Trippin' (en) de David Raynr
- 2000 : Little Richard (TV) : Sexy lady
- 2002 : S1m0ne (S1m0ne) : Simone Lookalike
- 2003 : Modern Girl's Guide to Life (série TV) : Co-Host
- 2003 : 54321 (série TV) : Entertainment Reporter
- 2004 : Nora's Hair Salon
- 2009 : The Celebrity Apprentice saison 2 : Elle-même (virée à l'épisode 4)
- 2013 : The Celebrity Apprentice saison 6 All Star : Elle-même (virée à l'épisode 4)